# Diagnóstico de Beighton

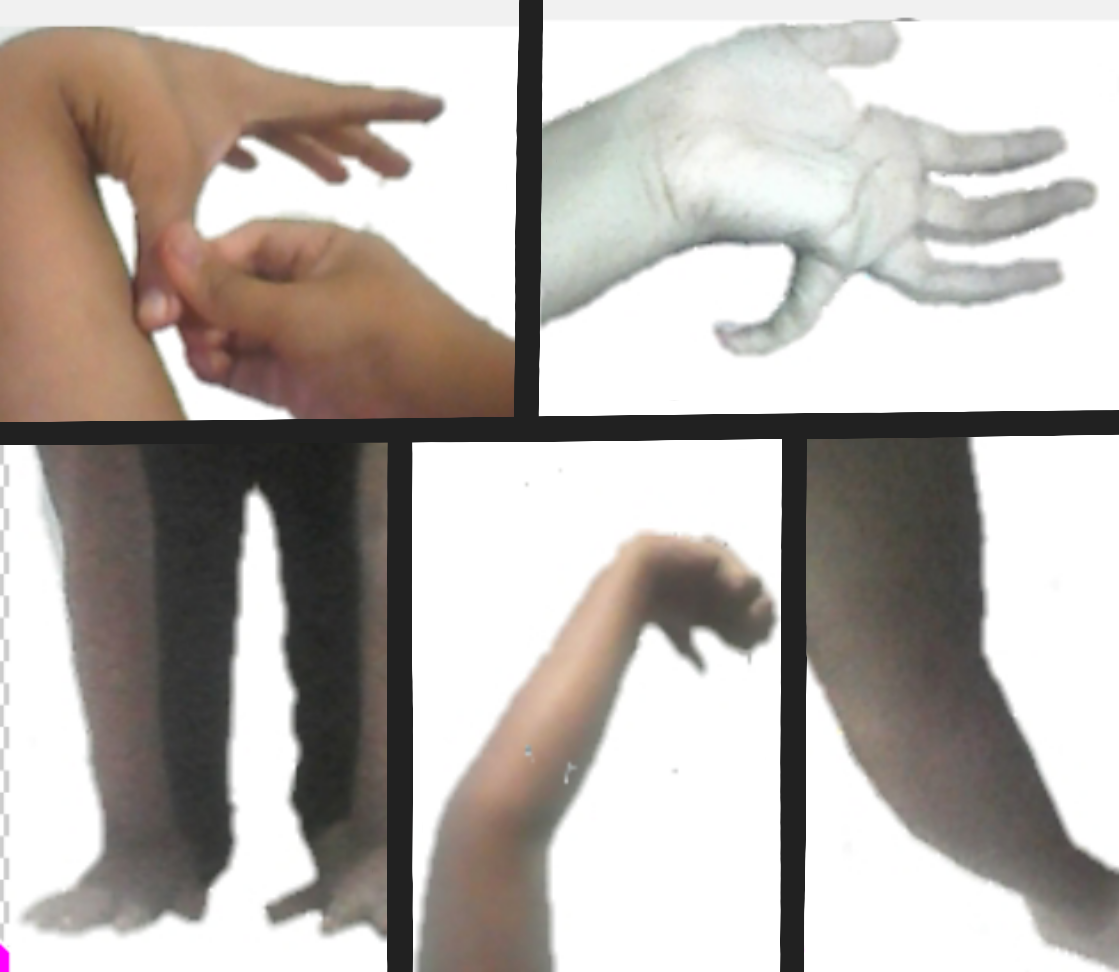
Diagnóstico de Beighton

Este criterio es utilizado para averiguar si la persona tiene hipermovilidad o hiperlaxitud articular.
Las pruebas son las siguientes:
- Hiper-extensión de los codos mayor a los 10°
- Tocar de forma pasiva, el antebrazo con el pulgar, manteniendo la muñeca en flexión.
- Extensión pasiva del meñique que sobrepase los 90°.
- Hiper-extensión del codo de más de 10°.
- Hiper-extensión de la rodilla de más de 10°.
- Flexión del tronco que permita que las palmas de las manos apoyen en el suelo.

Si las prueba le da como resultado a los investigadores más de 4 puntos, se confirma la hiperlaxitud del sujeto.
- Datos: Q28502467